# Ambar situé 42 rue Maršala Tita à Gibarac
L'ambar situé 42 rue Maršala Tita à Gibarac (en serbe cyrillique : Амбар у Гибарцу, Маршала Тита 42 ; en serbe latin : Ambar u Gibarcu, Maršala Tita 42) se trouve à Gibarac, dans la province de Voïvodine, dans le district de Syrmie et dans la municipalité de Šid, en Serbie. Il est inscrit sur la liste des monuments culturels de grande importance de la république de Serbie (identifiant no SK 1350).

## Présentation
L'ambar (grenier), situé 42 rue Maršala Tita, constitue l'un des exemples les plus caractéristiques d'ambar avec un porche sur le devant de l'édifice. La date de sa construction reste inconnue mais, par comparaison avec d'autres bâtiments du même type, on peut le faire remonter au deuxième quart du XIXe siècle.
Il possède une structure en chêne, ainsi que des fondations elles aussi en chêne. Le toit à deux pans est recouvert de tuiles qui ont remplacé les bardeaux d'origine. Dans sa partie inférieure, le porche est fermé par des planches lisses et, dans sa partie supérieure, par des lattes en bois sculptées de fentes incurvées situées entre les piliers angulaires et centraux ; cette partie supérieure se termine par deux arcs en bois. Les piliers du porche sont particulièrement ornés ; les piliers centraux sont massifs et richement sculptés. Bien que dépourvu de décoration, le pignon offre une apparence de solidité, notamment grâce à une grande poutre qui le soutient et aux piliers qui le portent.
L'ambar illustre une étape dans le développement des bâtiments destinés au stockage des céréales ; par ses proportions et la richesse de sa décoration, il constitue un exemple des ambars avec un porche sur le devant, du côté de l'entrée de l'édifice.